# Igreja de Cartago
A Igreja de Cartago ou Igreja da África, também conhecida, posteriormente, como Arquidiocese de Cartago (em latim: Archidioecesis Carthaginensis) foi uma Igreja cristã histórica centrada na cidade de Cartago que existiu nos séculos II a XIII.
O primeiro bispo documentado de Cartago por volta de 230 foi Agripino.

## História

### Origens
Após a destruição da primitiva Cartago pela República Romana na Terceira Guerra Púnica em 146 a. C., a cidade foi restaurada como a Cartago Romano graças à iniciativa de Caio Júlio César e à implementação deste projeto pelo Imperador Augusto. Quando o Cristianismo estava firmemente estabelecido na província romana da África, Cartago tornou-se seu centro espiritual natural. Cartago posteriormente exerceu a primazia não oficial como arquidiocese, sendo o mais importante centro do Cristianismo em toda a África romana, correspondendo à maior parte do Magrebe. Assim, o chefe da Igreja gozou do título honorário de patriarca, assim como de primaz da África: o papa Leão I confirmou a primazia do bispo de Cartago em 446: “de fato, depois do bispo de Roma, o primeiro arcebispo e metropolita maior de toda a África é o bispo de Cartago”.
Assim, a Igreja cartaginesa foi para a primitiva Igreja africana um elo de ligação e unificação, assim como a Igreja romana foi para a Igreja cristã na Itália. A arquidiocese usava o Rito africano, uma variante de um dos ritos litúrgicos ocidentais em latim, possivelmente um uso local primitivo do Rito Romano. Entre as figuras célebres desta Igreja destacam-se - Santa Perpétua e Santa Felicidade, com companheiros (que foram martirizados por volta de 203), Tertuliano (cerca de 155-240), Cipriano (cerca de 200-258), Caeciliano (falecido em 345), Aurélio de Cartago (falecido em 429) e Eugênio de Cartago (falecido em 505). Tertuliano e Cipriano são ambos considerados Pais da Igreja Cristã. Tertuliano, um teólogo de origem berbere, foi fundamental no desenvolvimento do conceito da Trindade e foi o primeiro a fazer uso extensivo do latim em seus escritos teológicos. Assim, Tertuliano tem sido chamado de "o pai da Igreja Latina" e "o fundador da teologia ocidental". Cartago permaneceu um importante centro do Cristianismo, onde foram realizados vários Concílios em Cartago.

### Divisões
No século VI, a Igreja enfrentou sérios desafios que ameaçavam a existência da própria Igreja cartaginesa, eram eles: Donatismo, Arianismo, Maniqueísmo e Pelagianismo. Alguns defensores dessas heresias estabeleceram suas próprias estruturas paralelas.

### Extinção
Cartago caiu após a Batalha de Cartago durante a conquista muçulmana do norte da África. O trono arquiepiscopal permaneceu, mas o Cristianismo nessas terras entrou em decadência e foi destruído devido à severa perseguição dos muçulmanos. O último arcebispo permanente, Ciríaco, foi documentado em 1076.

## Bispos

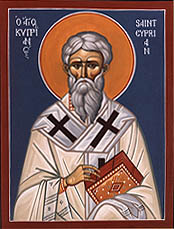
Cipriano de Cartago (Táscio Cecílio Cipriano), Bispo de Cartago, Pai da Igreja, martirizado em 258.

Na tradição cristã, o apóstolo Crescêncio, nomeado pelo apóstolo Pedro, ou Esperado, um dos mártires cilitanos é nomeado o primeiro bispo de Cartago. Epêneto é mencionado nas listas dos setenta apóstolos por Pseudo-Doroteu e Pseudo-Hipólito. Na história do martírio de Santa Perpétua e seus companheiros em 203, Optato é mencionado, que geralmente é considerado o bispo de Cartago, mas que pode ser o bispo de Tuburbo Menor. O primeiro bispo documentado de Cartago foi Agripino no final do séc. II. Outro bispo documentado de Cartago é Donato, o predecessor imediato de Cipriano (249-258).
- Crescêncio (? - ~80)[17][28][29][30][31]
- Epêneto (? - ~115)[17][28][29][30][31]
- Esperado (? - 180)[17][28][29][30][31]
- Optato † (mencionado em 203)[nota 1]
- Agripino † (c. 240).[4]
- Donato I † (? - 248)[32]
- Cipriano † (248 - 258)
  - Máximo † (251 - ?) (bispo novacionista)[nota 2]
  - Fortunato † (252 - ?) (pseudobispo)[nota 3][33]
- Luciano † (segunda metade do séc. III)
- Carpoforo † (segunda metade do séc. III)[nota 4][34][35]
- Ciro † (segunda metade do séc. III)[nota 5]
- Mensúrio † (antes de 303 - c. 311)[nota 6]
- Ceciliano † (311 - depois de 325)[nota 7]
  - Maiorino † (312 - c. 313) (bispo donatista)[nota 8]
  - Donato II † (c. 313 - c. 350/355) (bispo donatista)[nota 9][36]
- Rufo ? † (mencionado em 337/340)[nota 10][37]
- Grato † (antes de 343/344 - depois de 345/348)[nota 11]
  - Parmeniano † (c. 350/355 - c. 391) (bispo donatista)
- Restituto † (mencionado em 359)[nota 12]
- Genéclio † (antes de 390 - depois de 390/393)
- Santo Aurélio † (393 - depois de 426)
  - Primiano † (c. 391 - ?) (bispo donatista)
  - Maximiano † (final de 392 - ?) (bispo donatista dissidente)
- Capréolo † (antes de 431 - c. 435)[nota 13]
- Quodvultdeus † (c. 437 - c. 454)[nota 14]
- Deográcias † (454[38] - final de 457 ou início de 458)
  - Sede vacante
- Eugenio † (481[39] - 505)
  - Sede vacante
- Bonifácio † (523 - c. 535)
- Reparato † (535 - 552)[nota 15]
- Primoso ou Primásio † (552 - c. 565)
- Publiano † (c. 565 - depois de 581)
- Domênico † (592 - depois de 601)[nota 16]
- Fortúnio † (anos 30 ou 40 do século VII)
- Vítor † (646 - ?)
- desconhecido
- Estêvão †[nota 17][40]
- desconhecido
- Tomé † (mencionado em 1054)
- Ciríaco † (mencionado em 1076)